# Florence Ballard
Florence Glenda Ballard-Chapman (30 de junho de 1943 – 22 de fevereiro de 1976) foi uma cantora estadunidense, mais conhecida como a fundadora (e durante um curto período de tempo, a vocalista principal) da banda feminina da Motown Records The Supremes, da qual foi afastada no ano de 1967 e substituída por Cindy Birdsong.
Depois de se retirar da banda The Supremes em 1967, Ballard tentou uma carreira solo bem sucedida com ABC Records, mas foi retirada do catálogo da gravadora no final daquela década. Ballard lutou contra o alcoolismo, depressão e pobreza por três anos. Ela tentava um retorno musical quando morreu de parada cardíaca em fevereiro de 1976 com 32 anos de idade. A morte de Ballard foi considerado por um crítico como "uma das maiores tragédias do R&B".
Ballard foi postumamente introduzida ao Hall da Fama do Rock and Roll como um membro das The Supremes em 1988.

## Início da vida
Florence Ballard nasceu em Detroit, Michigan, em 30 de junho de 1943, filha de Lurlee Wilson e Jesse Ballard. Sua mãe era um residente de Rosetta, Mississippi e seu pai era de Bessemer, Alabama, e nasceu com o nome de Jesse Lambert. Depois de sua avó ser baleada e morta, uma outra família, os Ballards, adotou-o, e seu sobrenome mudou de Lambert para Ballard. Jesse Ballard deixou seus pais adotivos aos treze anos e se envolveu com Lurlee, que tinha apenas quatorze anos, em Rosetta. Os Ballards mudaram-se para Detroit em 1929. Jesse trabalhou na General Motors. Ballard foi o oitavo de treze crianças nascidas na família. O pai de Ballard foi também um músico amador e ajudou a instigar o interesse de sua filha cantando, ensinando suas várias canções, proporcionando acompanhamento na guitarra. Ballard e sua família mudaram-se frequentemente para diferentes bairros de Detroit devido a dificuldades financeiras. Quando tinha quinze anos, sua família conseguiu se estabelecer em Brewster-Douglass Projects, espaços habitacionais de Detroit. Um ano depois, seu pai veio a falecer, vítima de câncer.
Florence Ballard tinha dois apelidos quando criança: "Flo" e "Blondie", este último devido a sua herança racial mista e cabelo castanho claro. Ballard estudou na Northeastern High School e foi treinada vocalmente por Abraham Prata.  Tempos depois, Ballard conheceu uma garota de uma escola diferente chamada Mary Wilson durante um show de talentos. Pouco tempo depois, elas se tornaram amigas.  Desde pequena, Ballard sonhava em ser cantora e concordou em fazer um teste para um grupo local de Detroit. Florence Ballard foi aceita no grupo e logo chamou Mary Wilson para se juntar a ela. Mary Wilson, por sua vez, chamou sua vizinha, Diana Ross. Betty McGlown foi a última a entrar no grupo, que se chamaria "The Primettes". O grupo se apresentou em showsde talentos e em festas escolares antes de uma audição para a Motown Records, em 1960. Berry Gordy, CEO da Gravadora Motown, aconselhou o grupo a concluir o ensino médio antes de uma nova audição. Ballard abandonou a escola apesar de suas amigas do grupo terem se formado.

## Carreira

### The Supremes
Ver artigo principal: The Supremes
Em 1960, The Primettes assinou um contrato com Lu Pine Records, e lançaram duas músicas que não tiveram um bom desempenho. Durante aquele ano, Betty McGlown deixou o grupo, sendo substituída por Barbara Martin. Elas continuaram tentando firmar um contrato Motown, e para isso, concordaram em fazer tudo o que era necessário, incluindo a adição de palmas e formações vocais para outros artistas - como Marvin Gaye, Marv Johnson e Mary Wells.  Até o final de 1960, Berry Gordy concordou gravar as músicas do grupo no estúdio. Em janeiro de 1961, Gordy assinou um contrato com o grupo, com a condição de mudar o nome "The Primettes". Janie Bradford trouxe para Ballard uma lista de nomes para escolher, e ela escolheu "Supremes".  Quando as outras meninas do grupo ouviram falar do novo nome, elas não ficaram satisfeitas. Diana Ross temia que o grupo fosse confundido com uma banda masculina. Gordy assinou o contrato com elas em 15 de janeiro de 1961.
O grupo se esforçou muito em seus primeiros anos com a gravadora, lançando oito singles que não conseguiram entrar  na Billboard Hot 100, dando-lhes o apelido de "sem-hits Supremes". Uma faixa, "Buttered Popcorn", liderada por Ballard, foi um sucesso regional no Centro-Oeste, mas ainda não conseguiu chamar a atenção na parada nacional. Durante a turnê de 1962 Motortown Revue, Ballard substituiu a cantora Wanda Young na banda The Marvelettes, enquanto ela estava em licença de maternidade. Antes do lançamento de seu álbum de estréia 1962, Meet The Supremes, Barbara Martin, que havia substituído Betty McGlown um ano antes de assinar o contrato com a Motown, deixou o grupo para se casar. Ballard, Ross e Wilson permaneceram como um trio. Depois do sucesso de 1963 do hit "When the Love Light Starts Shining Through His Eye", Diana Ross se tornou vocalista do grupo.
Em 1964, o grupo conseguiu seu primeiro single número 1, "Where Did Our Love Go" e, ainda em 1964, conseguiram outros três singles no topo das paradas, incluindo " Baby Love " e " Come See About Me". Durante performances ao vivo, o grupo incorporou padrões. Ballard recebeu um vocal principal na música, "People", que se tornou sua marca registrada por anos. Ballard tornou-se popular com o público devido a sua sinceridade no palco, que incluía a contar piadas, a maioria em resposta aos comentários Diana Ross. Ballard cantou como vocalista em vários álbuns Supremes, incluindo um cover de Sam Cooke "(Ain't That) Good News" no álbum de tributo do grupo, We Remember Sam Cooke. De acordo com Wilson, os vocais de Ballard eram tão altos que ela foi feita para ficar 17 pés de distância de seu microfone durante as sessões de gravação. A voz de Ballard, que subiu três oitava , foi muitas vezes descrita como "suave, grande, rica e potente", variando de contralto profundo para soprano lírico.

### Conflito com Berry Gordy e saída do The Supremes
Apesar do aumento do sucesso das Supremes, Florence Ballard mostrava-se insatisfeita com a direção do grupo. Ballard culpou a Motown Records por destruir um grupo dinâmico, fazendo Diana Ross a estrela, além de alterar o som do grupo de R&B para pop. Lutando para lidar com as regras de etiqueta e com a depressão, Ballard começou a beber  em busca de algum conforto, levando a discussões com os membros do seu grupo. Durante 1966, Ballard começou a ganhar peso e beber mais, fazendo com que não aparecesse em performances e algumas sessões de gravação. O alcoolismo fez com que Ballard frequentemente se atrasasse ou deixasse de participar de gravações. Gordy às vezes substituía Ballard por Marlene Barrow, do grupo The Andantes. Em abril de 1967, Cindy Birdsong, membro do grupo Patti LaBelle e The Blue Belles, tornou-se uma substituta temporária. Um mês mais tarde, Ballard voltou ao grupo do que ela achava que havia sido uma licença temporária. Em junho, Gordy mudou o nome do grupo para "The Supremes with Diana Ross", que foi anunciada com uma bandeira no alto do Flamingo Hotel em Las Vegas.
No dia 1º de julho daquele ano, um dia depois de seu aniversário de 24 anos, Florence Ballard apareceu embriagada durante a terceira apresentação do grupo no Flamingo e mostrou sua barriga fora do seu terno. Irritado, Gordy ordenou-lhe para voltar para Detroit, e Cindy Birdsong substituiu Ballard oficialmente, terminando abruptamente sua participação no grupo The Supremes. Gordy já havia decidido  no início de maio que Birdsong seria colocada oficialmente no lugar de Ballard uma vez o contrato de Birdsong com as Bluebelles foi comprado. Em agosto de 1967, o Detroit Free Press informou que Ballard tinha entrado em uma licença temporária de o grupo devido a "desgaste". Ballard se casou com seu namorado, Thomas Chapman, em 29 de fevereiro de 1968. Uma semana antes, em 22 de fevereiro, Ballard e Motown negociaram para que Ballard fosse liberada da gravadora. Seu advogado conseguiu que ela recebesse um pagamento único de $ 139,804.94 em royalties e ganhos de Motown. Como parte do acordo, Ballard foi aconselhada a não divulgar seu trabalho solo como uma ex-membro das Supremes.

### Tentativas de carreira solo e declínio
Florence Ballard assinou um contrato com a ABC Records em março de 1968. Com Chapman como seu empresário, Ballard gravou e lançou dois singles solo: "It Doesn't Matter How I Say It (It's What I Say That Matters)" e "Love Ain't Love". As músicas não conseguiram convencer a ABC a lançar um albúm solo. Por conta  disso, seu dinheiro do acordo com a Motown se esgotou na agência de gestão dos Chapmans, Talent Management, Inc. A agência tinha sido liderada por Leonard Baun, o advogado de Ballard, que tinha ajudado a resolver questões de Ballard com a Motown. Após a notícia de que Baun estava tendo múltiplas acusações de peculato, Ballard demitiu-o. Ballard continuou a se apresentar como cantora solo, abrindo shows de Bill Cosby em setembro, no Auditório Teatral de Chicago. Em outubro de 1968, Ballard deu à luz filhas gêmeas Michelle Denise e Nicole Reneé. Em janeiro de 1969, Ballard cantou em um dos bailes de posse do presidente recém-eleito Richard Nixon. Apesar desses sucessos, a carreira solo de Ballard sofreu e ela finalmente foi retirada do catálogo de artistas da ABC Records, em 1970.
Em julho de 1971, Ballard processou Motown por pagamentos adicionais royalty que ela acreditava que deveria receber; ela foi derrotada em tribunal pela Motown. Naquele ano, Ballard deu à luz sua terceira filha, Lisa. Pouco tempo depois, Florence Ballard se separou de seu marido abusivo após várias brigas domésticas. Enfrentando a pobreza e depressão, Ballard desenvolveu alcoolismo e evitou os holofotes. Em 1972, ela se mudou para casa de sua irmã Maxine. Em 1974, Mary Wilson convidou Ballard para se juntar às Supremes, com Cindy Birdsong e Scherrie Payne (Ross tinha deixado o grupo para uma bem sucedida carreira solo, em 1970), no Six Flags Magic Mountain, na Califórnia. Ballard tocou pandeiro mas não cantou. Ela disse à Wilson que não tinha ambição de cantar mais.
Mais tarde, em 1975, a situação de Ballard começou a ser relatada em jornais. Naquela época, Ballard de entrada no Henry Ford Hospital para tratamento de reabilitação. Após seis semanas de tratamento, Ballard lentamente começou a se recuperar .

### Breve retorno e morte súbita
No início de 1975, Ballard recebeu um valor de um seguro do seu ex-advogado. O dinheiro ajudou Ballard a comprar uma casa em Shaftsbury Avenue. Inspirada pelo sucesso financeiro, Ballard decidiu voltar a cantar e também reconciliou-se com Chapman. Seu primeiro concerto em mais de cinco anos foi no Henry and Edsel Ford Auditorium em Detroit, em 25 de junho de 1975. Ballard foi apoiada pelo grupo de rock feminino,  The Deadly Nightshade. Depois ela começou a receber convites para entrevistas; A Revista Jet foi uma das primeiras a apresentar um relatório sobre Ballard e sua recuperação. Além disso, Ballard começou a negociar para assinar um novo contrato de gravação e começar a escrever sua autobiografia, documentando sua vida e carreira.
Em 21 de fevereiro de 1976, Ballard deu entrada no Monte Carmel Mercy Hospital, queixando-se de dormência em suas extremidades. Ela morreu às 10:05 da manhã que se seguiu, vítima de uma parada cardíaca, causada por uma trombose coronária. Florence Ballard tinha 32 anos de idade.
Ballard foi enterrada no Detroit Memorial Park Cemetery localizado em Warren, Michigan.

### Dreamgirls
Dreamgirls, um musical da Broadway de 1981, narra a história de um grupo fictício chamado " The Dreams". O enredo, o número de componentes e vários eventos são parecidos com a história das Supremes. A personagem central, chamada Effie White, como Florence Ballard, é criticado por estar acima do peso e é demitida do grupo. A versão cinematográfica de Dreamgirls, lançada em 2006, possuí referências características mais evidentes para a vida de Ballard e a história das Supremes, incluindo vestidos e capas de álbuns que são cópias diretas de Supremes originais. Jennifer Hudson ganhou um Globo de Ouro e um Oscar por sua interpretação de Effie White no filme Dreamgirls. Em seu discurso de aceitação do Globo de Ouro, Hudson dedicou sua vitória a Florence Ballard.

### Família
Além de suas três filhas, Nicole Chapman, Lisa Chapman e Michelle Chapman, Ballard vem de uma família que incluía seu primo Hank Ballard e seu sobrinho-neto jogador da NFL Christian Ballard.

## Discografia solo

### Álbum
- 2002: The Supreme Florence Ballard (originalmente gravado na ABC Records em 1968 sob o título proposto "…You Don't Have To")

### Singles
- 1968: "It Doesn't Matter How I Say It (It's What I Say That Matters)"/"Goin' Out Of My Head"
- 1968: "Love Ain't Love"/"Forever Faithful"